# Nützenberger Straße 295

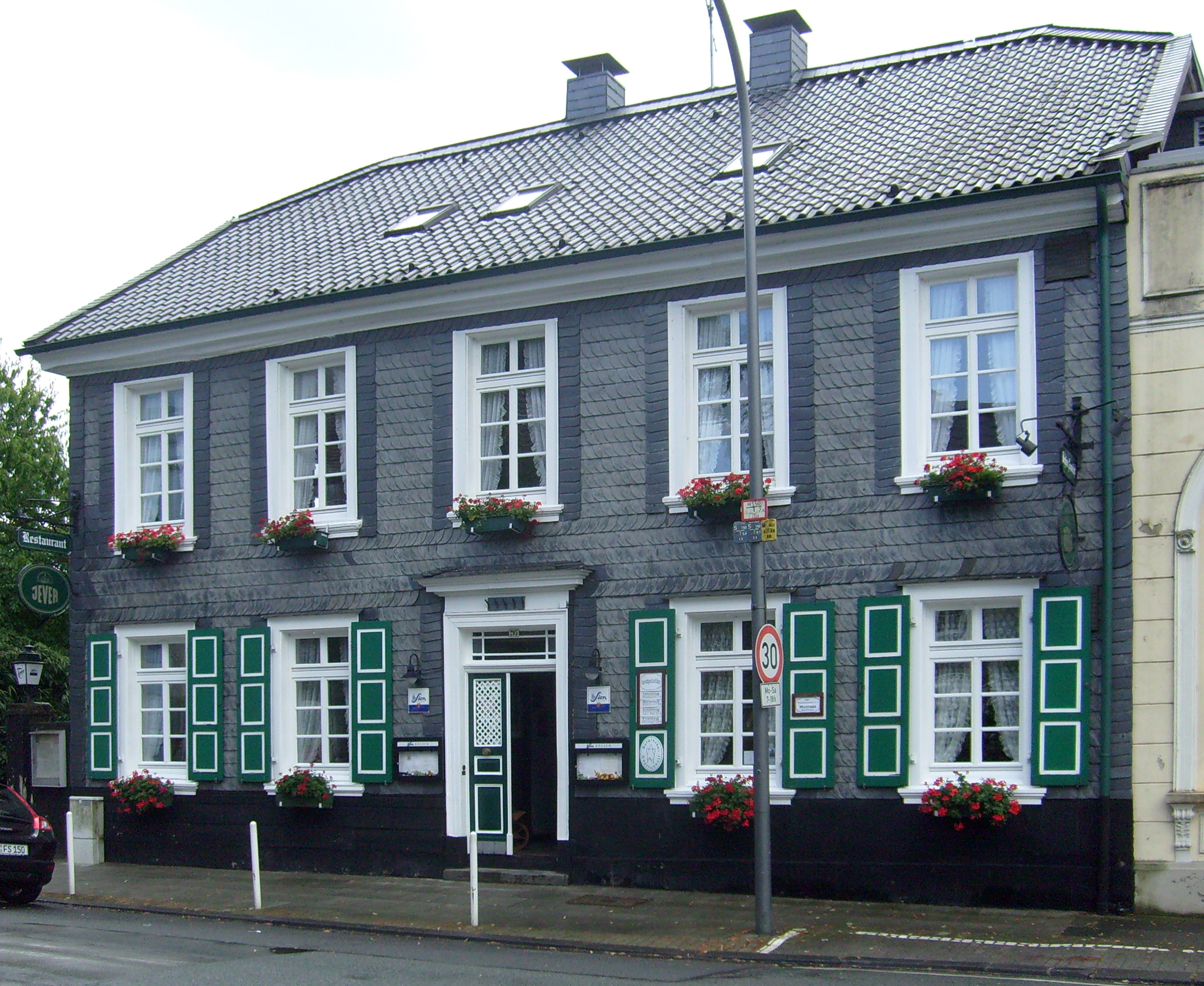
Gaststätte „Schöne Aussicht“

Die Wohn- und Geschäftsgebäude Nützenberger Straße 295 ist eines der ältesten erhaltenen Gebäude auf dem Nützenberg im Wuppertaler Stadtbezirk Elberfeld-West. Es seit mindestens den 1850ern als Gaststätte Schöne Aussicht bekannt.

## Baubeschreibung
Das zweigeschossige Fachwerkhaus mit Schopfwalmdach stammt aus der ersten Hälfte des 19. Jahrhunderts. Die Fassade ist verschiefert, die Schauseite zur Straße hin ist fünfachsig mit Sprossenfenstern ausgeführt. Die Ostseite ist dreiachsig, an der hanglagigen Südseite befindet sich eine Terrasse, die für Außengastronomie genutzt werden kann. Am Westgiebel wurde an der Gaststätte 1897 der Saalbau Nützenberger Straße 297 angebaut, der ebenfalls seit 1986 unter Denkmalschutz steht, es stellt aber ein eigenständiges Bauwerk dar.

## Geschichte
Die Gaststätte, ehemals ein beliebtes Ausflugslokal am Rande der Stadt Elberfeld, war eine Pferdewechselstation an der historischen Nützenberger Straße. Anfang des 20. Jahrhunderts war es als Zur schönen Aussicht bei Fritz Vohwinkel bekannt.
Am 12. Dezember 1985 wurde das Gebäude als Baudenkmal anerkannt und in die Denkmalliste der Stadt Wuppertal eingetragen. Seit Ende 2013 ist die Gaststätte geschlossen, einen neuen Pächter gibt es nicht (Stand: September 2019).